# Real Racing 2
Real Racing 2 é um jogo eletrônico de simulador de corrida, desenvolvido e publicado pela Firemint para iOS, Android, MacOS X e o Windows Phone 8. Foi lançado em 16 de dezembro de 2010 para o iPhone e o iPod Touch, com um motor de jogo proprietário da Firemint, o Mint3D. Um versão separada para o iPad foi lançada em 11 de Março de 2011. Em janeiro 11 de 2012 Real Racing 2 foi confirmado como sendo um dos vinte e sete títulos que seriam disponibilizados no Windows Phone como parte de uma parceria entre a Electronic Arts e a Nokia. O jogo é uma sequência de 2009, Real Racing. O jogo foi um sucesso crítico e comercial. Em 2013 foi lançada uma sequência do mesmo, o Real Racing 3.

## Jogabilidade
Os controlos no Real Racing 2 são semelhantes ao do seu antecessor. O jogador têm cinco métodos diferentes de controlo a partir do qual pode escolher: O método A com recurso ao acelerômetro (a partir da inclinação do dispositivo para a esquerda para virar para a esquerda e para a direita para virar para a direita), aceleração automática e travões manuais; O método B que possui direcção com acelerômetro, a aceleração é manual e os travões também; O método C apresenta um controlo virtual no ecrã de um volante para dirigir, aceleração automática e travões manuais, O método D apresenta um volante virtual para dirigir, aceleração manual e travões manuais; O método E funciona com o toque para dirigir (onde o jogador toca no lado esquerdo do ecrã táctil para virar à esquerda e à direita para virar para a direita), aceleração automática e travões manuais. Dentro de cada uma destas opções, o jogador pode modificar a quantidade de assistência de travagem de emergência e assistência da direção, bem como da selecção para activar ou desactivar "anti-skid". Nos Métodos A e B, a sensibilidade do acelerômetro também pode ser modificada.
Quando o jogador começa no modo carreira, têm como opção de compra um Volkswagen Golf GTI Mk6 ou um Volvo C30. Depois de comprar o seu primeiro carro, o jogador avança para a classe de corrida "Club Division". O jogo como um todo é dividido em cinco divisões; "Club Division", "State Showdown", "Grand National", "Pro Circuit" e "World Series". Cada divisão é ainda dividida em inúmeras corridas individuais. A maioria das corridas envolvem competir contra quinze adversários AI, mas há também duas corridas estilo cabeça-de-cabeça e quatro corridas de eliminação. Após completar um determinado número de objetivos, o jogador pode se então mover para a próxima divisão, com o objetivo final de vencer a corrida final na divisão "World Series", que é o "Grand Finale". Durante todo o jogo, quando os jogadores chegam a completar certos objetivos específicos, são concedidos bônus de dinheiro dos patrocinadores, que podem depois ser usados para adquirir novos carros ou fazer atualizações dos carros existentes. No total, o modo de carreira engloba cinco divisões, com cinquenta eventos separados e um total de oitenta e nove corridas.
Outras formas de jogar incluem uma rápida corrida, com uma classificação do tempo da corrida (que está conectado ao ranking online pelo Game Center), um multiplayer local, ligas de Contrarrelógio on-line e dezesseis modos de jogo online em modo multiplayer.

## Carros e locais
O jogo apresenta trinta oficialmente licenciado carros e quinze faixas em que a corrida.
Estes carros incluir um 2010 BMW M3, em 2010, um Chevrolet Corvette C6.R, em 2005, Ford GT, em 2010, um Jaguar RSR XKR GT, em 2010, um Lotus Evora, 2010 Nissan GT-R, de 2008, a Volkswagen Scirocco R e em 2010 um Volvo C30 STCC. Ao completar o modo carreira, o jogador é premiado com um 1995 McLaren F1 GTR.
Os locais (que são fictícios) incluem McKinley Circuit, Forino Valley, King's Speedway, Montclair, Richmond Plains, Sonoma Canyon, Krugerfontein, Notting Forest, Alkeisha Island, Aarlburg Forest, Mayapan Beach, Chengnan, Castellona Bay, San Arcana e Balladonia Raceway.

## Versão HD
Real Racing 2 HD foi lançado especificamente para o iPad e o iPad 2 em 11 de Março, 2011. Em abril de 2011, foi atualizado para aproveitar a função de espelhamento do iPad 2, para se poder utilizar o modo espelhado de jogo quando conectado a uma HDTV de 1080p. Para tal é necessário Adaptador de AV Digital da Apple ou um Apple TV como parte do AirPlay Mirroring, que está incluído no iOS 5.

## Recepção
Real Racing 2 tem recebido uma grande quantidade de elogios de críticos, ultrapassando até o seu antecessor. A versão do iOS detém uma pontuação global de 94, de um total de 100 no Metacritic, com base em dezoito comentários, e 95% no GameRankings, com base em oito críticas.
Levi Buchanan da IGN marcou o jogo como 9 de 10, dando-lhe o prêmio "Editor's Choice" Chris Hall de 148Apps marcou o jogo 4.5 de 5, ecoando Buchanan, chamando-o de o melhor jogo de corrida na App Store; O Daniel Silva da Appera marcou o jogo como 10 em 10, também alegando ser o melhor jogo de corrida na App Store; Andrew Nesvadba da AppSpy classificou como 5 em 5, afirmando que.
Tracy Erickson da Pocket Gamer deu uma pontuação de 10 em 10, também dando a ele um "Platinum Award" Shawn Leonard da Slide to Play classificou o jogo como um 4 em 4 O jogo ganhou prêmios de ""Best Graphics" e "Best Racing Game", apenas perdendo na categoria de "Game of the Year 2010" para o Angry Birds.
Eli Hodapp da TouchArcade classificou o jogo como 5 em 5, e ecoou outros comentários chamando-o de o melhor jogo de corrida na App Store. No entanto, ele foi mais longe, argumentando que ele pode ser o melhor jogo de qualquer gênero na App Store. Nigel Madeira da TouchGen deu uma classificção ao jogo de 4.5 em 5 e um prêmio de Escolha do Editor